# Новини
Новини — оперативне інформаційне повідомлення, яке містить суспільно важливу та актуальну інформацію, що стосується певної сфери життя суспільства загалом чи окремих його груп. В журналістиці — окремий інформаційний жанр, який характеризується стислим викладом ключової інформації щодо певної події, яка сталася нещодавно.
На думку Е. Бойда «Цінність новини суб'єктивна. Чим більше новина впливатиме на життя споживачів новин, їхні прибутки й емоції, тим важливішою вона буде.»
Зазвичай, новини на телебаченні і радіо передаються кілька разів на день, починаються на початку години та тривають від двох хвилин до півгодини. Вони, зазвичай, являють собою перелік окремих новин з таких областей, як політика, економіка, наука, культура, спорт, з прогнозом погоди в кінці. Передбачається, що новини повинні бути викладені максимально нейтрально і об'єктивно, і окремо від коментарів. Вибір новин для добірки здійснюється редакцією.

## Ознаки новини
Основними характеристиками новини є: оперативність, актуальність, суспільна значущість або інтерес, об'єктивність, достовірність, специфічність побудови інформаційного повідомлення:
- оперативність — інформація про певну подію має бути максимально швидко оприлюднена через відповідний канал передачі інформації, інакше вона перестане бути новиною;
- актуальність — інформаційне повідомлення має зачіпати важливі для суспільства питання, привертати суспільну увагу, спонукати до ширшого обговорення;
- суспільна значущість або інтерес — новина має висвітлювати питання, які є цікавими суспільству, певним його верствам чи великим соціальним групам, а не одній чи кільком людям;
- об'єктивність — незаангажованість подачі інформації, відсутність її викривлення чи перекручування, висвітлення різних точок зору на питання;
- достовірність — подача правдивої інформації з перевірених джерел;
- специфічність побудови інформаційного повідомлення — новинне повідомлення містить лише найважливішу інформацію з теми без заглиблення у деталі. В пресі за обсягом не має перевищувати 20 рядків, в теле- та радіопрограмах — 1-1,5 хв.

## Схема перевернутої піраміди
Новини пишуться за схемою перевернутої піраміди. Ця схема порушує хронологію події і ставить на початок повідомлення не те, з чого вона починалася, а найважливіший елемент події, його суть. Потім вказується менш важлива інформація, а вкінці матеріалу міститься інформація, яку під час редагування можна вилучити без будь-якої шкоди для тексту.

## Правило шести запитань
Написання новин полягає у пошуку відповідей всього на 6 основних запитань: Хто? Що? Де? Коли? Чому? Яким чином? Іноді цей список доповнюють питаннями «Що це означає?» «Кому вигідно?» і «Що буде?», але головними залишаються перші шість. Також у новинному повідомленні обов'язково вказується джерело інформації — дається відповідь на запитання «Звідки ми це знаємо?».
Новинні замітки бувають короткі та розширені. Коротка новинна замітка складається з 10-20 рядків і містить відповіді на головні 6 запитань. Ось приклад короткої замітки: "У Вінниці вбили одного з керівників служби безпеки Вінницької харчової компанії (ВХК) Івана Іванченка. (Хто? і Що?) В середу ввечері Іван Іванченко повертався з роботи додому. (Коли?) Він увійшов до під'їзду свого будинку, де на сходах першого поверху на нього чекав убивця. (Де?) Невідомий тричі вистрелив у Івана Іванченка із пістолета Макарова і втік. (Яким чином?) Зброї на місці злочину правоохоронці не знайшли. Поки що з доказів є лише гільзи. За словами старшого прокурора Вінницької області Петра Петренка (Звідки ми знаємо?), зараз обробляються різні версії того, що сталося, а також версія, що пов'язана з професійною діяльністю убитого. (Чому?) Як повідомили в ВХК, Іван Іванченко працював у службі безпеки з 2001 року. Останні два роки він обіймав посаду голови сектора внутрішньої безпеки. (Хто? — 2)

## Типи новин
- Надзвичайні ситуації
- Злочини
- Місцеві і центральні органи влади
- Плани і проекти
- Конфлікти і суперечки
- Господарство
- Здоров'я
- Визначні особи
- Спорт
- Погода
- Ситуації на шляхах

Залежно від інформаційного приводу розрізняють такі типи новин:
1. Новина-факт — повідомлення про ситуацію, наприклад про прийняття нового закону, рішення суду чи результати переговорів. Замітка починається з найважливішого аспекту цієї ситуації.
2. Новина-подія — повідомлення про дію, наприклад покорення гірської вершини або про пограбування банку. При цьому дотримуватися хронології події не потрібно.
3. Новина-цитата — повідомлення про виступ якоїсь дуже важливої людини. Зазвичай новини-цитати містяться у розділах політики та економіки і присвячені тому, що політичні лідери та бізнесмени щось обіцяють або до чогось закликають.[3]

#### Новини українською
- Укрінформ — державне інформаційне агентство України
- Українські національні новини
- УНІАН — інформаційна агенція України
- Українська Правда
- Ukr.net — український агрегатор новин
- 24 Канал — український новиний портал
- (укр.) Голос Америки VOA — погляд на події в світі очима української діаспори
- (укр.) BBC Україна — українська редакція BBC
- (укр.) Deutsche Welle — українська редакція «Німецької хвилі»
- (укр.) Radio Free Europe/Radio Liberty — українська редакція «Радіо свободи»